# Fiedot Czorny
Fiedot Jefimowicz Czorny, ros. Федот Ефимович Чёрный (ur. 17 maja 1903 r. we wsi Iwanowka w guberni kijowskiej, zm. ?) – radziecki wojskowy (pułkownik), oficer Rosyjskiej Armii Wyzwoleńczej, a następnie szef 1 wydziału oddziału gotowości bojowej sztabu Sił Zbrojnych Komitetu Wyzwolenia Narodów Rosji pod koniec II wojny światowej.
W 1916 r. ukończył szkołę wiejską. Na początku listopada 1925 r. został zmobilizowany do Armii Czerwonej. W połowie listopada 1926 r. ukończył szkołę pułkową 297 Pułku Strzeleckiego, po czym został kursantem kijowskiej szkoły piechoty. Po jej ukończeniu na pocz. września 1929 r., objął dowództwo plutonu w 9 Pułku Strzeleckim 3 Krymskiej Dywizji Strzeleckiej. Od września 1931 r. był zastępcą dowódcy kompanii 57 Samodzielnego Batalionu Karabinów Maszynowych Rybnickiego Okręgu Umocnionego. W marcu 1933 r. został dowódcą kompanii, zaś w grudniu tego roku kompanii szkolnej. Od października 1937 r. pełnił funkcję szefa sztabu batalionu. Wkrótce objął dowództwo batalionu. W listopadzie 1938 r. w stopniu kapitana został zastępcą szefa sztabu 95 Dywizji Strzeleckiej. Od grudnia 1939 r. pełnił funkcję zastępcy szefa 1 wydziału 9 oddziału Sztabu Generalnego Armii Czerwonej. Następnie został zastępcą szefa oddziału mobilizacyjnego Zarządu Tyłów Armii Czerwonej. Od początku sierpnia 1941 r. w stopniu podpułkownika był zastępcą szefa oddziału przewozów kolejowych Zarządu Tyłów Armii Czerwonej. Jesienią 1941 r. został szefem sztabu 259 Dywizji Strzeleckiej. Na początku grudnia tego roku objął funkcję zastępcy dowódcy dywizji. Pod koniec kwietnia 1942 r. w stopniu pułkownika został dowódcą 46 Dywizji Strzeleckiej. Na początku lipca tego roku dostał się do niewoli niemieckiej. Przebywał w różnych obozach jenieckich. We wrześniu 1944 r. wstąpił do Rosyjskiej Armii Wyzwoleńczej (ROA). Jesienią 1944 r. został szefem 1 wydziału oddziału gotowości bojowej sztabu nowo formowanych Sił Zbrojnych Komitetu Wyzwolenia Narodów Rosji. 9 maja wraz z oddziałami „własowskimi” poddał się Amerykanom. Przebywał w różnych obozach jenieckich. Deportowano go do ZSRR. Dalsze jego losy są nieznane.